# Províncias de Portugal
As províncias de Portugal são uma antiga divisão administrativa e atual divisão histórico-cultural do território nacional por regiões.[carece de fontes?]
Na atualidade, as chamadas regiões naturais ou províncias históricas não possuem qualquer significado administrativo, mas continuam a ser reconhecidas comummente e são uma das divisões do país com a qual a maior parte das pessoas mais se identifica.[carece de fontes?]
A divisão de 1936 por províncias serviu de base educacional durante décadas no sistema de ensino nacional do século XX e, em alguns casos (sobretudo no ensino primário), até ao início do século XXI.[carece de fontes?]
Ao longo da sua História, Portugal teve várias organizações administrativas que o dividiram em províncias. O próprio Condado Portucalense, que deu origem ao Estado Português, era ocasionalmente conhecido como "Província do Reino de Leão".[carece de fontes?]

## Evolução histórica

### Províncias medievais até o século XIX

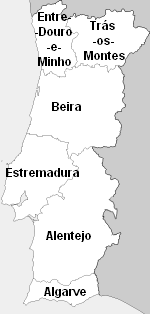
Divisão histórica de Portugal em 6 províncias.

Para efeitos estatísticos e administrativos, Portugal começou, a partir do século XV, a ser dividido em seis grandes áreas, que são, de norte a sul:
- Entre-Douro-e-Minho
- Trás-os-Montes
- Beira
- Estremadura
- Entre Tejo e Guadiana (mais tarde conhecida por Alentejo)
- Algarve.

Estas divisões foram inicialmente conhecidas por comarcas, com excepção do Algarve, que teve sempre o título honorífico de Reino. Cada comarca, tal como o Reino do Algarve, constituía a jurisdição de um corregedor, magistrado da Coroa nomeado para superintender a administração e a justiça locais.
A partir do século XVI, as comarcas começam a ser chamadas Províncias.
No século XVII, as províncias são, elas próprias, subdivididas em comarcas ou correições, cada qual com o seu corregedor. Deixa, assim, de haver um órgão provincial de administração e, em termos civis, as províncias passam a ser meras unidades estatísticas. Em termos militares, são criados, pela mesma altura, os governadores das armas, comandantes militares territoriais, cuja jurisdição coincide com os territórios das províncias. Esta situação manteve-se até à reforma administrativa de 1832, com a criação das Juntas Gerais, e pouco depois de 1835, por via da Lei de 25 de Abril de 1835, que reviu inclusive fronteiras.

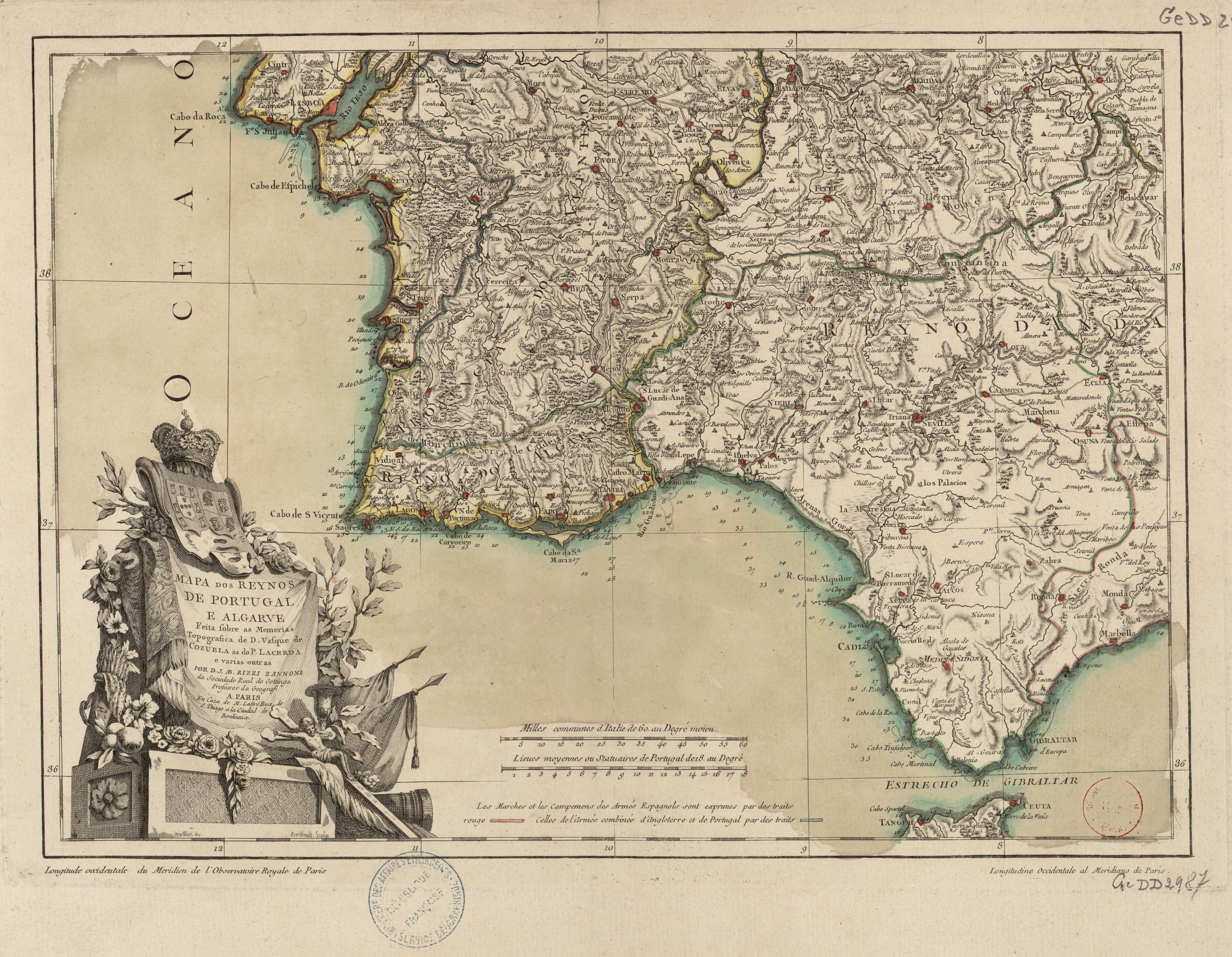
Mapa de 1780.

### Províncias ultramarinas na América do Sul em 1821
O dicionário de Raphael Bluteau (1712, volume II, ou seja impresso durante o período colonial), chega a afirmar que as capitanias do Brasil eram praticamente o mesmo que as províncias da metrópole, diferindo apenas na nomenclatura usada pelo Estado português.
Em 28 de fevereiro de 1821, época em que o nome oficial do país era Reino Unido de Portugal, Brasil e Algarves, as antigas capitanias localizadas nos territórios portugueses na América do Sul foram oficialmente renomeadas como províncias ultramarinas, pelas Cortes Gerais e Extraordinárias da Nação Portuguesa. Estas na época eram: 
- Alagoas
- Bahia
- Ceará
- Cisplatina (atual Uruguai)
- Espírito Santo
- Goiás (atuais estados brasileiros de Goiás, Tocantins e o Distrito Federal daquele país)
- Grão-Pará (atuais estados brasileiros de Amazonas, Pará, Roraima e Amapá)
- Maranhão
- Mato Grosso (atuais estados brasileiros  de Mato Grosso, Mato Grosso do Sul e Rondônia)
- Minas Gerais
- Paraíba
- Pernambuco
- Piauí
- Rio de Janeiro
- Rio Grande do Norte
- Rio Grande do Sul
- Santa Catarina
- São João das Duas Barras (extinta em 1823; recriado como o estado brasileiro de Tocantins em 1988)
- São Paulo (atuais estados brasileiros de São Paulo e Paraná)
- Sergipe

No entanto, a condição destas províncias como províncias portuguesas foi breve pois logo no ano seguinte (1822) ocorreu a proclamação da Independência do Brasil, com Portugal somente reconhecendo a independência deste em 1825, com as províncias então passando a integrar este país. Posteriormente estas agora províncias brasileiras se tornariam estados federados daquele país. O Acre é o único estado brasileiro que nunca foi ou integrou uma província portuguesa.

### Províncias de 1832
Em 1832, o governo liberal, em exílio na ilha Terceira, decretou uma nova reforma administrativa do país. Por essa reforma, todo o país, incluindo as ilhas atlânticas e o Ultramar Português, foi dividido em províncias ou prefeituras. Desta vez, cada província tinha órgãos de governo e de administração próprios: o prefeito (ou governador, representando a Administração Central) e a Junta Geral (órgão de governo, eleito localmente). Cada província estaria dividida em comarcas. As comarcas que não eram sede de província constituíam uma subprefeitura, sob a jurisdição de um subprefeito, que representava o prefeito nas respectivas comarcas.
Em Portugal Continental, a nova divisão provincial estabelecida correspondia, aproximadamente, à divisão em vigor desde o século XV, com excepção da Beira e do sul de Entre-Douro-e-Minho, que foram repartidos por várias províncias.
Passaram a existir as seguintes províncias no continente, de norte a sul:
- Minho (norte do Entre-Douro-e-Minho medieval)
- Douro (sul do Entre-Douro-e-Minho medieval)
- Trás-os-Montes
- Beira Alta (norte da Beira medieval)
- Beira Baixa (sul da Beira medieval)
- Estremadura
- Alentejo
- Algarve

Nas ilhas são criadas:
- Província da Madeira
- Província dos Açores (e esta cinde-se em 1833, dando lugar à Província Ocidental dos Açores e à Província Oriental dos Açores).

Paralelamente, em equivalência de modelo de governo e de administração (pelo menos, em teoria) são criadas, no Ultramar, as seguintes províncias: 
- Cabo Verde e Guiné (cindindo-se em 1879, dando lugar à  Cabo Verde e Guiné Portuguesa)
- São Tomé e Príncipe
- Angola
- Moçambique
- Índia Portuguesa
- Macau e Timor (cindiu-se da Índia Portuguesa em 1844. Em 1896 cindiu-se em Macau e Timor)

No Ultramar, as províncias continuaram até 1974 como unidades administrativas com órgãos próprios, normalmente chefiadas por um governador ou governador-geral.
Em 1835, uma nova reforma administrativa divide Portugal, continental e insular, em distritos, que passam a constituir a principal grande divisão administrativa do país. As províncias continuam a existir, mas sem órgãos próprios, passando a ser, tal como antes de 1832, meras divisões para fins estatísticos e de referências geográficas. Mantêm-se as províncias de 1832-1835, mas com os seus limites adaptados à nova divisão distrital, de modo a que, cada província agrupe um ou mais distritos. Neste formato, as províncias irão existir até ao século XX.

### Províncias de 1933
Dentro da política de regionalização defendida pelo Estado Novo, a Constituição de 1933 previa a existência de províncias, que seriam autarquias locais supramunicipais. Cada província seria dotada de um órgão executivo (a junta de província) e de um órgão deliberativo (o conselho provincial). Os distritos seriam mantidos, apenas como jurisdições territoriais dos governadores civis.
A nova divisão provincial, só em parte, se baseava nas anteriores. A divisão foi feita com base em estudos do geógrafo Amorim Girão, publicados entre 1927 e 1930, que dividiam Portugal Continental em treze regiões naturais:
- Minho
- Trás-os-Montes
- Alto Douro
- Beira Alta
- Beira Transmontana
- Beira Litoral
- Beira Baixa
- Ribatejo
- Estremadura
- Alto Alentejo
- Baixo Alentejo
- Algarve

Porém, as províncias foram efectivamente implantadas em 1936.

### Províncias de 1936

Províncias de Portugal em 1936.

Foram criadas onze províncias das treze regiões naturais propostas por Amorim Girão, sendo unidas Trás-os-Montes e Alto Douro na província de Trás-os-Montes e Alto Douro, e Beira Alta e Beira Transmontana na Província de Beira Alta. Ao contrário da anterior, esta divisão provincial não teve em conta os limites distritais. Passaram a existir distritos cujos territórios estavam repartidos por uma ou mais províncias, e vice-versa. No país passaram, pois, a conviver duas grandes divisões administrativas (provincial e distrital) de maneira sobreposta e não coincidente.
Portanto, no continente as províncias passaram a ser as seguintes:
- Minho
- Douro Litoral
- Trás-os-Montes e Alto Douro
- Beira Alta
- Beira Litoral
- Beira Baixa
- Ribatejo
- Estremadura
- Alto Alentejo
- Baixo Alentejo
- Algarve

## Províncias Ultramarinas
Com excepção das vinte províncias ultramarinas que formavam o território do atual Brasil, criadas em 1821, mas que posteriormente foram reconhecidas por Portugal como território independente em 1825, as demais províncias do Ultramar Português foram criadas com a reforma administrativa de 1832. Utopicamente, era intenção dos legisladores, que todo o território nacional, continental, insular e ultramarino, fosse considerado em total igualdade de circunstâncias e, consequentemente, administrado de forma igual.
Depressa se verificou que isso não era viável, e os territórios ultramarinos voltaram a ter administrações especiais, adaptadas às características de cada território. No entanto, a Província passou, normalmente, a ser a designação oficial de cada território ultramarino. Em certos períodos, dois territórios diferentes foram unidos numa mesma Província, como foram os casos de Cabo Verde e Guiné, e de Macau e Timor. Assim, ao contrário do que aconteceu na metrópole, as Províncias ultramarinas continuaram a dispor de órgãos de governo próprio, normalmente, sob a jurisdição superior de um governador ou governador-geral.

## As províncias na atualidade
Em 1959 os distritos substituem-se às províncias como autarquias supramunicipais, passando a dispor de juntas distritais e conselhos distritais. As províncias voltam a deixar de ter órgãos próprios, passando a meras unidades de referência geográfica, sendo definitivamente extintas em 1976. Apesar disso, as províncias de 1936 mantiveram-se, até recentemente, nos livros escolares e ainda constituem as unidades regionais de referência que os portugueses, em especial os mais velhos, melhor identificam.[carece de fontes?]